# Mario Amadeo
Pour les articles homonymes, voir Amadeo.
Mario Octavio Amadeo (Buenos Aires, 1911 — ibidem, 1983) était un homme politique, diplomate, journaliste et écrivain nationaliste conservateur argentin. 
Philosophe de formation, appartenant aux très influents milieux de droite d’Argentine, partisan enthousiaste du régime de Francisco Franco, il fonda dans son pays plusieurs périodiques de droite, où il plaidait pour un régime politique traditionaliste et antidémocratique, dont les principaux ingrédients étaient le corporatisme et un nationalisme économique opposé à la mainmise du capital étranger sur l’Argentine. Il fit sien le concept d’hispanité élaboré par Ramiro de Maeztu, et se manifesta pendant la Seconde Guerre mondiale en faveur des puissances de l'Axe. Sous la présidence de Perón, il soutint celui-ci pendant un temps, puis s’en détourna en raison de sa politique ouvriériste. À la chute de Perón en septembre 1955, il exerça brièvement comme ministre des Affaires extérieures, jusqu’à l’évincement du président de facto Eduardo Lonardi. Il s’engagea ensuite dans la carrière diplomatique et dirigea la délégation argentine auprès des Nations unies.

## Entre-deux-guerres
Natif de Buenos Aires, Mario Amadeo fit des études de philosophie, puis pendant une courte période travailla dans ce domaine en milieu universitaire. Dans les années 1930, le jeune Amadeo était étroitement lié à la mouvance anti-libérale et subit l’influence d’écrivains catholiques conservateurs tels que Léon Bloy, Charles Péguy, Jacques Maritain, G. K. Chesterton, Hilaire Belloc, Giovanni Papini et Ramiro de Maeztu ; à ce titre, il est à ranger dans le groupe d’auteurs et de militants de droite auquel appartenaient également Carlos Ibarguren, Manuel Gálvez, Juan Carulla, Ernesto Palacio, Máximo Etchecopar, et les frères Rodolfo et Julio Irazusta. Il fut d’autre part président de l’Ateneo de la República, un cercle d’élite, semi-secret, actif dans la décennie 1940, que ses détracteurs taxaient de fasciste et qui comptait parmi ses membres plusieurs ministres du gouvernement, et était l’un des fondateurs de l’Action catholique argentine en 1931, ainsi que, plus tard, du journal de droite El Baluarte (littér. le Bastion). Amadeo adhérait aux idées politiques de l’intellectuel espagnol Ramiro de Maeztu (notamment au concept d’hispanité élaboré par celui-ci), plaidait pour un traditionalisme anti-démocratique (dont le corporatisme était un des composants, avec le nationalisme économique opposé à la mainmise du capital étranger sur l’Argentine), et fut un soutien enthousiaste du régime de Francisco Franco en Espagne.
Pendant la Seconde Guerre mondiale, Amadeo rejoignit le camp de ceux qui se déclaraient en faveur des puissances de l'Axe, en raison de quoi le dénommé Blue Book on Argentina rédigé par le Département d’État américain répertoria Amadeo comme étant « un collaborateur de confiance du SD  » allemand. Amadeo était proche de Juan Carlos Goyeneche, qui faisait de fréquentes visites en Allemagne durant la guerre, et ce fut Amadeo qui assura les contacts entre Goyeneche et le ministre argentin des Affaires étrangères, du Commerce international et des Cultes Enrique Ruiz Guiñazú. Au long de sa carrière comme ambassadeur auprès des Nations unies, il fera montre encore de sympathies nazies lorsqu’il fustigera Israël pour avoir capturé Adolf Eichmann.

## Sous la Révolution libératrice
À l’éclatement du coup d’État de septembre 1955 qui renversa Perón et préluda au régime dictatorial autodénommé Révolution libératrice, Amadeo dans un premier temps restera loyal à Perón, et lui sauva même la vie quand, ayant finalement dû reconnaître sa défaite le 19 septembre, le chef d’État destitué glissa de la chaloupe qui devait l’emmener au Paraguay et se fût noyé si Amadeo ne s’était pas porté à son secours. Ce nonobstant, Amadeo critiquera plus tard Perón en lui reprochant d’avoir appuyé son pouvoir sur la classe ouvrière, plutôt que de suivre le traditionnel canevas nationaliste articulé sur la hiérarchie que lui et ses coreligionnaires préconisaient. En réaction, l’écrivain Ernesto Sabato fit paraître une lettre ouverte à Amadeo, El otro rostro del peronismo (littér. l’Autre visage du péronisme), dans laquelle, sans renier sa propre opposition au dirigeant populiste, Sabato en appela à moins d’hostilité envers les partisans, largement issus des classes laborieuses, de Juan Perón.
Le 25 septembre 1955, sous le nouveau pouvoir militaire, Amadeo fut nommé ministre des Affaires étrangères auprès du président Eduardo Lonardi, mais son mandat à ce poste prit bientôt fin, lorsque le général Lonardi fut remplacé par le général Pedro Eugenio Aramburu le 13 novembre de la même année.
Au sein du cabinet ministériel de Lonardi, Amadeo faisait partie de la fraction nationaliste catholique qui voulait remettre en honneur les anciennes idées de Carulla et des frères Irazusta et qui comprenait également le ministre du Travail Luis Cerruti Costa et Clemente Villada Achaval, beau-frère de Lonardi. Amadeo s’appliqua à se positionner dans la tradition conservatrice de Juan Manuel de Rosas tout en arguant que le péronisme qu’il avait un moment consenti à servir s’enracinait aussi dans cette même tradition.
Lors de l’assemblée constituante de 1957 et en vue des élections générales de 1958, Amadeo se mit à la tête de son propre parti, l’Unión Federal Democrática Crisitiana, lequel toutefois échoua à obtenir le moindre appui. Il fut l’un des membres fondateurs de la succursale argentine du mouvement Tradición, Familia y Propiedad, fondé au départ au Brésil en 1960 (et représenté aux États-Unis par l’American Society for the Defense of Tradition, Family and Property).

## Carrière diplomatique auprès des Nations unies
Ayant échoué à trouver des appuis comme dirigeant politique, Amadeo s’engagea dans une longue carrière diplomatique aux Nations unies, occupant diverses fonctions, notamment celle de vice-président inaugural du Comité des Nations unies pour l'utilisation pacifique de l'espace extra-atmosphérique. En mai 1959, il assuma la présidence du Conseil de sécurité. S’il lui fut donné de diriger pendant une longue période la délégation argentine auprès des Nations unies, il se révélera toutefois fréquemment avoir été un choix contestable.
Amadeo fut impliqué dans les disparitions survenues pendant la Guerre sale et sera personnellement à l’origine de la loi 22068, qui autorisait le gouvernement argentin à déclarer légalement morte toute personne portée disparue depuis plus de 90 jours. Dans le même temps cependant, Amadeo était aussi membre de la Sous-commission de prévention des discriminations et de protection des minorités ressortissant à la Commission des droits de l'homme des Nations unies, laquelle était chargée d’enquêter sur lesdites disparitions. À titre de membre de cette Commission en 1979, il accepta le constat de la situation répréhensible des prisons argentines mais argumenta que les disparitions politiques avaient pris fin entre-temps et alla jusqu’à arguer que des disparitions similaires étaient monnaie courante à New York.
Il fut membre correspondant de l'Académie brésilienne des lettres de 1977 jusqu’à sa mort en 1983.